# Satnica Đakovačka
Satnica Đakovačka es un municipio de Croacia en el condado de Osijek-Baranya.

## Geografía
Se encuentra a una altitud de 110 m s. n. m. a 240 km de la capital nacional, Zagreb.

## Demografía
En el censo 2011 el total de población del municipio fue de 2123 habitantes, distribuidos en las siguientes localidades:
- Gašinci - 691
- Satnica Đakovačka - 1432

| Gráfica de población de Satnica Đakovačka 1857-2011                 |
|                                                                     |
| Según los censos de población de la oficina estadística de Croacia. |